# Альтомюнстер
Альтомюнстер (нім. Altomünster) — громада в Німеччині, розташована в землі Баварія. Підпорядковується адміністративному округу Верхня Баварія. Входить до складу району Дахау.
Площа — 75,79 км2. Населення становить 7950 ос. (станом на 31 грудня 2020).